# Afiș de film

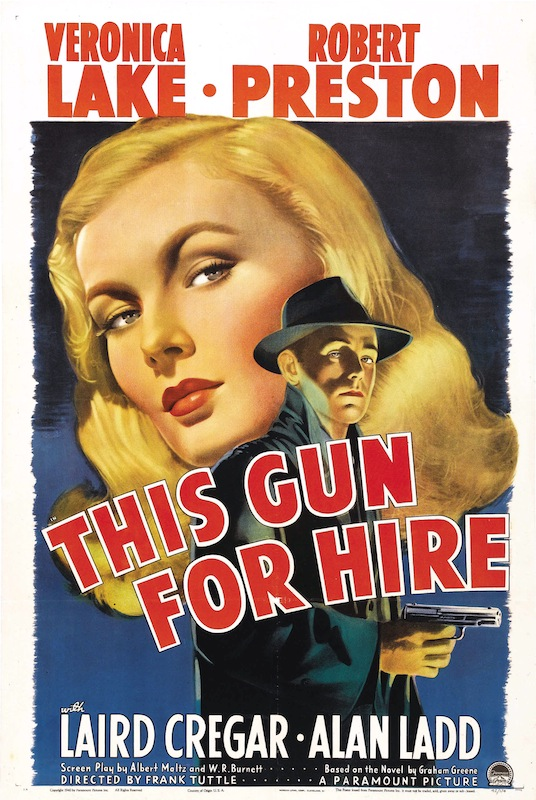
This Gun for Hire (1942) un poster de film

Un afiș de film sau poster de film este un material de înștiințare imprimat expus public, cuprinzând anumite informații folosit pentru promovarea unui film. Studiourile tipăresc adesea mai multe postere care diferă în funcție de dimensiune și de conținut pentru diverse piețe interne și internaționale. În mod normal, ele conțin o imagine cu text. Afișele de astăzi conțin fotografii ale actorilor principali. Înainte de anii 1980, ilustrațiile în loc de fotografii erau mult mai frecvente. Textul de pe afișele de film conține, de obicei, titlul filmului cu litere mari și, adesea, numele principalilor actori. Poate include și un slogan, numele regizorului, numele personajelor, data lansării etc. 
Afișele de film sunt afișate în interiorul și în exteriorul cinematografelor și în altă parte pe stradă sau în magazine. Aceleași imagini pot apărea în articolele de presă ale filmului și pot fi de asemenea utilizate pe site-uri web, DVD (și pe VHS), pliante, reclame în ziare și reviste etc.

## Legături externe
Materiale media legate de Afiș de film la Wikimedia Commons